# Hawi Abera
Hawi Abera (17 dicembre 2006) è una mezzofondista etiope.

## Palmarès
| Anno | Manifestazione     | Sede     | Evento          | Risultato | Prestazione | Note                          |
| ---- | ------------------ | -------- | --------------- | --------- | ----------- | ----------------------------- |
| 2023 | Mondiali di cross  | Bathurst | Staffetta mista | Argento   | 23'21"      |                               |
| 2024 | Giochi Panafricani | Accra    | 1500 m piani    | Argento   | 4'06"09     | Miglior prestazione personale |